# Apedilum elachistum
Apedilum elachistum är en tvåvingeart som beskrevs av Henry Keith Townes, Jr. 1945. Apedilum elachistum ingår i släktet Apedilum och familjen fjädermyggor. Inga underarter finns listade i Catalogue of Life.